# Anochetus seminiger
Anochetus seminiger é uma espécie de formiga do gênero Anochetus, pertencente à subfamília Ponerinae.